# Puente Alto (kommun)
Puente Alto är en kommun i Chile. Den ligger i provinsen Provincia de Cordillera och regionen Región Metropolitana de Santiago, i den södra delen av landet, 17 km sydost om huvudstaden Santiago de Chile.